# Tupolev TB-3
Tupolev TB-3 (Тяжелый бомбардировщик, Těžký bombardér) byl těžký bombardér používaný sovětským letectvem ve 30. letech a na počátku 40. let.

## Vývoj

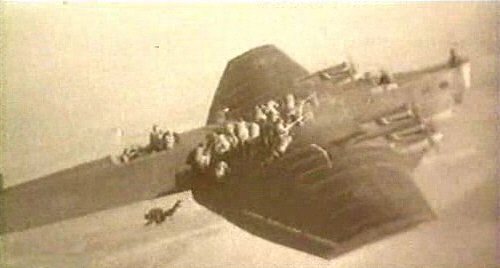
Parašutisti skáčou z TB-3

Historie vzniku těžkého čtyřmotorového bombardéru TB-3 spadá již do roku 1925. Následujícího roku začaly práce v konstrukční kanceláři A. N. Tupoleva, které trvaly až do roku 1929. Byl zkonstruován letoun, který dostal označení ANT-6. Na podzim roku 1930 byly prováděny jeho první zkoušky, jejichž výsledky byly neuspokojivé. Došlo ke změně pohonu, kdy se za americké motory Curtiss Conqueror instalovaly sovětské M-17. 10. října 1932 proběhly státní zkoušky, které tentokrát dopadly úspěšně. Sériová výroba s přiděleným oficiálním názvem TB-3 se rozběhla ještě téhož roku. Od roku 1934 se začaly vyrábět modernizované TB-3 s motory M-34R. Roku 1937 se během expedice Sever-1 podařilo posádkám čtyř těchto upravených letadel přistát na ledovém poli v oblasti Severního pólu, kde vznikla plovoucí vědecká stanice Severní pól-1.
Celkem bylo vyrobeno 819 letadel všech verzí TB-3.

## Vojenské užití

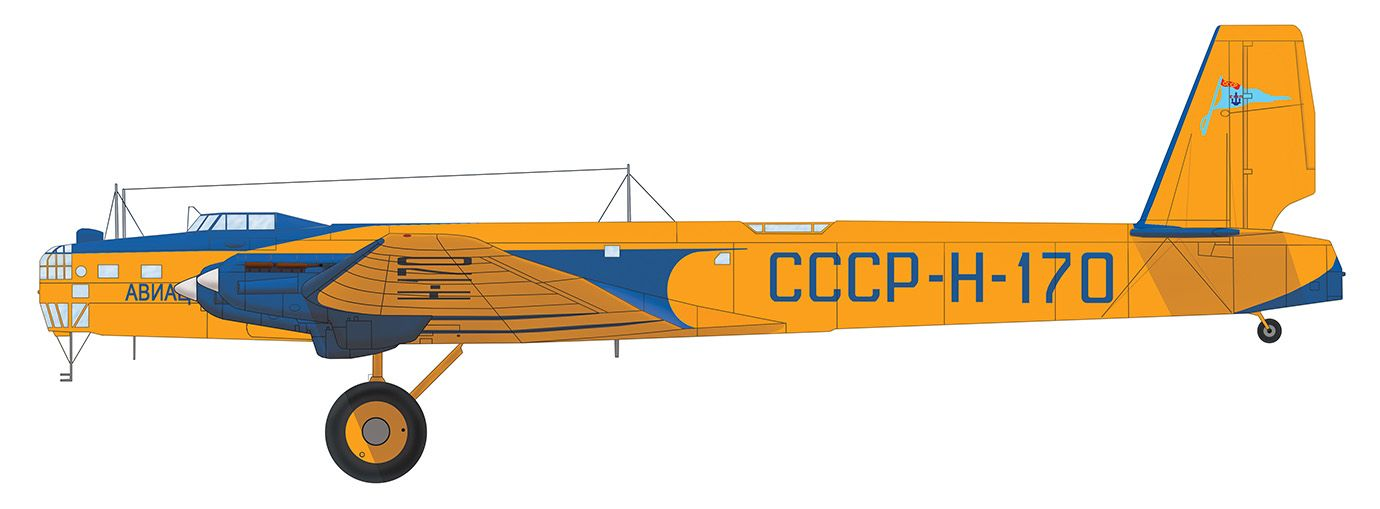
Tupolev ANT-6A označení SSSR-N-170 ze speciální skupiny Glavsevmorpuť (Glavnoje upravlenije Severnogo morskogo puti, GUSMP) se zapojil do bojů zimní války v bombardovací roli. Dva stroje tohoto typu používala jednotka nazvaná „gruppa Mazuruka“, podle průkopníka polárních letů I. P. Mazuruka.

Bombardéry TB-3 se účastnily koncem třicátých let bojů Sovětského svazu s Japonskem, v zimní válce s Finskem, zúčastnily se i přepadení Polska. V roce 1941 již byly zcela zastaralé, avšak dále působily zejména v námořním letectvu. Poslední akce nad pevninou se konaly v zimě roku 1941 u Moskvy. Díky mohutnosti křídel byly používány jako nosiče dvou podvěšených stíhacích letounů Polikarpov I-16, této sestavě se říkalo Zvěno. Nejznámějšími akcemi těchto sestav jsou nálety na rumunská naftová pole, kdy I-16 se zavěšenými 250kg pumami byly 40 km před cílem odpoutány a shodily pumy na nádrže s naftou. TB-3 byly též určené pro noční bombardování, sloužily jako výsadková či transportní letadla po dobu celé Velké vlastenecké války. 

## Specifikace

Třípohledový nákres TB-3

Údaje dle

### Technické údaje
- Osádka:
- Délka: 25,10 m
- Rozpětí: 41,8 m
- Nosná plocha: 234,50 m²
- Vzletová hmotnost: 18 877 kg
- Pohonná jednotka: 4 × dvanáctiválcový vidlicový motor Mikulin M-17 o výkonu 715 k, později MF-34FRN o výkonu 900 k

### Výkony
- Maximální rychlost: 200–300 km/h
- Dostup: 8000 m
- Dolet: 2000 km

### Výzbroj
- 4 × dvoukulomet DA-2 ráže 7,62 mm
- 3 000–5 000 kg pum